# Milestone Bluff
Das Milestone Bluff (englisch für Meilensteinklippe) ist ein rund 830 m hohes Kliff mit felsiger Front- und verschneiter Rückseite auf der Adelaide-Insel westlich der Antarktischen Halbinsel. In der Princess Royal Range ragt es unmittelbar westsüdwestlich des Mount Liotard im Süden der Insel auf.
Das UK Antarctic Place-Names Committee benannte es 1974 so, weil das Kliff eine wichtige Landmarke für die Inlandsroute von der Adelaide-Station des Falkland Islands Dependencies Survey in nördlicher Richtung darstellte. 